# Egil Reichborn-Kjennerud
Egil Reichborn-Kjennerud, född 4 februari 1903 i Kristiansand, död 10 april 1974 i Oslo, var en norsk tävlingscyklist och idrottsledare. 
Reichborn-Kjennerud, som vann norska mästerskapet på cykel 30 km 1925, var generalsekreterare i Norsk Motorcykelforbund och Norsk Motor Klubb 1928–1932, ordförande i Norges Cykleforbund 1935 och vice ordförande i Norges Landsforbund for Idrett 1936–1938. Han var Norges förste idrottsledare (1940–1942) efter nazisternas nyordning av idrotten under ockupationen. Han var även verksam som høyesterettsadvokat i Oslo. Efter krigsslutet dömdes han till ett långt fängelsestraff för sin verksamhet under ockupationen.